# Бельхитер, Мохтар
Мохтар Бельхитер (араб. مختار بلخيتر‎, 15 января 1992) — алжирский футболист, защитник клуба «Белуиздад» и сборной Алжира.

## Клубная карьера
Мохтар Бельхитер — воспитанник алжирского клуба «МК Оран» из своего родного города. Летом 2010 года он стал игроком алжирской команды «УСМ Блида». 2 октября 2010 года Бельхитер дебютировал в алжирской Лиге 1, выйдя на замену в самой концовке гостевого поединка против клуба «Бордж-Бу-Арреридж». По итогам же сезона 2010/11 «УСМ Блида» заняла последнее место в чемпионате, и следующие два года Бельхитер вместе с ней провёл в Лиге 2.
Летом 2013 года он перешёл в клуб алжирской Лиги 1 «Эль-Эульма». 24 мая 2014 года Мохтар Бельхитер забил свой первый гол на высшем уровне, ставший единственным и победным в домашнем матче с «МК Алжиром». Летом 2016 года алжирец стал футболистом тунисской команды «Клуб Африкэн», подписав контракт на 4 года.
В декабре 2017 года Мохтар отказался играть за клуб из-за долга по заработной плате в размере 500 тысяч тунисских динаров и вернулся домой. 24 декабря он подписал контракт на 2 года с клубом «Константина». Однако в январе 2018 года футболист вернулся в «Клуб Африкэн», согласившись на уплату половины долга и понижение заработной платы на 50 %.

## Карьера в сборной
7 января 2017 года Бельхитер дебютировал в составе сборной Алжира, выйдя в основном составе в домашнем товарищеском матче против команды Мавритании. Спустя неделю он сыграл в матче группового этапа Кубка африканских наций 2017 в Габоне против сборной Зимбабве.

## Достижения
«Клуб Африкэн»
- Обладатель Кубка Туниса (1): 2016/17